# Denis Mello
Denis Mello (Niterói, 26 de novembro de 1988) é um quadrinista brasileiro, mais conhecido pela webcomic Beladona, pela qual ganhou o Troféu HQ Mix de 2015 na categoria "melhor web quadrinho". Em 2016, ao lado de Rapha Pinheiro, foi um dos dois brasileiros selecionados para uma bolsa de estudos na École Européenne Sérieure de l'Image em Angoulême, na França.